# 31 (nombre)
Cet article concerne le nombre 31. Pour les années, voir 31, -31 et 1931.
Pour le jeu de paris, voir Trente et un.
Le nombre 31 (trente-et-un) est l'entier naturel

## En mathématiques
Le nombre 31 est :
- le troisième nombre de Mersenne premier M3 = M5 = 25 – 1 ;
- l'exposant du huitième nombre de Mersenne premier M8 = M31 = 231 – 1 ;
- un nombre premier jumeau avec 29 ;
- un des deux nombres premiers qui est 2-brésilien car 31 = 111112 = 1115; le second est 8191, selon la conjecture de Goormaghtigh ;
- un nombre premier super-singulier ;
- le 5e nombre triangulaire centré, le 4e nombre pentagonal centré et le 3e nombre décagonal centré ;
- la somme des trois premières puissances de 5 (50 + 51 + 52 = 31) ;
- la somme des cinq premières puissances de 2 (20 + 21 + 22 + 23 + 24 = 31).

## Dans d'autres domaines
Le nombre 31 est aussi :
- le numéro atomique du gallium ;
- le numéro de la sourate Luqman dans le Coran ;
- le nombre de jours dans les mois de janvier, mars, mai, juillet, août, octobre et décembre dans le calendrier grégorien ;
- l'indicatif téléphonique international pour les Pays-Bas ;
- un jeu de cartes où chaque joueur s'efforce de totaliser trente-et-un points : voir trente-et-un ;
- le plus long règne de papauté enregistré dans l'histoire de l'Église catholique est de 31 ans et 7 mois, par le pape Pie IX — le 253e pape — du 16 juin 1846 au 7 février 1878. Il fut élu à 54 ans et il est mort à 85 ans ;
- le numéro du département français de la Haute-Garonne ;
- le nombre d'années de mariage des noces de basane ;
- Ligne 31 du tram de Bruxelles ;
- un élément de l'expression se mettre sur son trente-et-un, qui signifie s'habiller très élégamment et vient sans doute du mot trentain qui désignait un tissu de grand luxe, mais 31 désigne aussi la référence de la tenue d'apparat chez les militaires (mettre sa tenue 31 ou 31bis signifiant mettre sa tenue de sortie)[réf. nécessaire].
- 31 est un film d'horreur réalisé par Rob Zombie.
- L'avion Mikoyan-Gourevitch MiG-31.